# Belotić, Bogatić
Belotić (izvirno srbsko Белотић) je naselje v Srbiji, ki upravno spada pod Občino Bogatić; slednja pa je del Mačvanskega upravnega okraja.

## Demografija
V naselju živi 1417 polnoletnih prebivalcev, pri čemer je njihova povprečna starost 41,6 let (40,6 pri moških in 42,5 pri ženskah). Naselje ima 504 gospodinjstev, pri čemer je povprečno število članov na gospodinjstvo 3,46.
To naselje je, glede na rezultate popisa iz leta 2002, večinoma srbsko. Насеље Беолотић је између осталог познато као родно место једног од највећих српских сликара Милића од Мачве, који је у делу насеља под називом Лепеница саградио једну од својих препознатљивих грађевина "Радован кулу", посвећену његовом оцу солунском борцу Радовану Станковићу и његовом родном месту.
|  |

| Demografija | Demografija     | Demografija     |
| Leto        | Št. prebivalcev | Št. prebivalcev |
| ----------- | --------------- | --------------- |
|             |                 |                 |
|             |                 |                 |
|             |                 |                 |
|             |                 |                 |
| 1948        | 1560            |                 |
| 1953        | 1667            |                 |
| 1961        | 1740            |                 |
| 1971        | 1800            |                 |
| 1981        | 1801            |                 |
| 1991        | 1816            | 1776            |
| 2002        | 1839            | 1744            |
|             |                 |                 |

| Etnična sestava po popisu iz leta 2002 | Etnična sestava po popisu iz leta 2002 | Etnična sestava po popisu iz leta 2002 | Etnična sestava po popisu iz leta 2002 | Etnična sestava po popisu iz leta 2002 |
| -------------------------------------- | -------------------------------------- | -------------------------------------- | -------------------------------------- | -------------------------------------- |
| Srbi                                   | Srbi                                   |                                        | 1.719                                  | 98,56%                                 |
| Črnogorci                              | Črnogorci                              |                                        | 7                                      | 0,40%                                  |
| Muslimani                              | Muslimani                              |                                        | 3                                      | 0,17%                                  |
| Jugoslovani                            | Jugoslovani                            |                                        | 3                                      | 0,17%                                  |
| Hrvati                                 | Hrvati                                 |                                        | 1                                      | 0,05%                                  |
| Madžari                                | Madžari                                |                                        | 1                                      | 0,05%                                  |
| Makedonci                              | Makedonci                              |                                        | 1                                      | 0,05%                                  |
| Albanci                                | Albanci                                |                                        | 1                                      | 0,05%                                  |
| Neznano                                | Neznano                                |                                        | 2                                      | 0,11%                                  |